# Serreslous-et-Arribans
Serreslous-et-Arribans è un comune francese di 211 abitanti situato nel dipartimento delle Landes nella regione della Nuova Aquitania.

## Società

### Evoluzione demografica
Abitanti censiti